# Mały Staw Polski
Mały Staw Polski, der Kleine Polnische See (pl. Przedni Staw Polski) in Polen ist ein Gletschersee im Tal der fünf Polnischen Seen (pl. Dolina Pięciu Stawów Polskich) in der Hohen Tatra.
Er befindet sich in der Gemeinde Bukowina Tatrzańska und ist über einen Wanderweg erreichbar. Das Wasser des Sees fließt über die Roztoka in den Großen Polnischen See.
In der Nähe des Sees befindet sich die PTTK-Berghütte Tal der Fünf Polnischen Seen.